# Gran Premi de França
|  | Aquest article tracta sobre Fórmula 1. Si cerqueu informació sobre motociclisme, vegeu «Gran Premi de França de motociclisme». |

El Gran Premi de França és una carrera automobilística que formava part del Campionat mundial de Fórmula 1 organitzat per la FIA.

## Història
Els Grans Premis d'automòbils com a competició esportiva van tenir el seu origen a França i el Gran Premi de França és una competició internacional des de l'any 1906 quan l'Automobile Club de France va organitzar la primera cursa a Sarthe amb una participació de 32 automòbils.
El GP de França forma part del campionat de Fórmula 1 des de la primera temporada, la corresponent a l'any 1950 i ja no s'ha deixat de disputar llevat de l'edició de la 1955.
A l'octubre del 2008, el patró de la Fórmula 1, Bernie Ecclestone, va confirmar que l'any 2009 no hi hauria GP de França, a causa de problemes econòmics.

## Circuits
El GP de França es va començar a córrer al circuit de Reims Gueux i després s'ha corregut a diversos circuits més, però des de la temporada 1991 aquesta carrera es disputa actualment al Circuit de Nevers Magny-Cours.

## Guanyadors del Gran Premi de França
| Any  | Pilot                                          | Equip                  | Circuits          | Resultats         |
| ---- | ---------------------------------------------- | ---------------------- | ----------------- | ----------------- |
| 2008 | Felipe Massa                                   | Ferrari                | Magny Cours       | Resultats         |
| 2007 | Kimi Räikkönen                                 | Ferrari                | Magny Cours       | Resultats         |
| 2006 | Michael Schumacher                             | Ferrari                | Magny Cours       | Resultats         |
| 2005 | Fernando Alonso                                | Renault                | Magny Cours       | Resultats         |
| 2004 | Michael Schumacher                             | Ferrari                | Magny Cours       | Resultats         |
| 2003 | Ralf Schumacher                                | Williams - BMW         | Magny Cours       | Resultats         |
| 2002 | Michael Schumacher                             | Ferrari                | Magny Cours       | Resultats         |
| 2001 | Michael Schumacher                             | Ferrari                | Magny Cours       | Resultats         |
| 2000 | David Coulthard                                | McLaren - Mercedes     | Magny Cours       | Resultats         |
| 1999 | Heinz-Harald Frentzen                          | Jordan - Mugen - Honda | Magny Cours       | Resultats         |
| 1998 | Michael Schumacher                             | Ferrari                | Magny Cours       | Resultats         |
| 1997 | Michael Schumacher                             | Ferrari                | Magny Cours       | Resultats         |
| 1996 | Damon Hill                                     | Williams - Renault     | Magny Cours       | Resultats         |
| 1995 | Michael Schumacher                             | Benetton - Renault     | Magny Cours       | Resultats         |
| 1994 | Michael Schumacher                             | Benetton - Ford        | Magny Cours       | Resultats         |
| 1993 | Alain Prost                                    | Williams - Renault     | Magny Cours       | Resultats         |
| 1992 | Nigel Mansell                                  | Williams - Renault     | Magny Cours       | Resultats         |
| 1991 | Nigel Mansell                                  | Williams - Renault     | Magny Cours       | Resultats         |
| 1990 | Alain Prost                                    | Ferrari                | Paul Ricard       | Resultats         |
| 1989 | Alain Prost                                    | McLaren - Honda        | Paul Ricard       | Resultats         |
| 1988 | Alain Prost                                    | McLaren - Honda        | Paul Ricard       | Resultats         |
| 1987 | Nigel Mansell                                  | Williams - Honda       | Paul Ricard       | Resultats         |
| 1986 | Nigel Mansell                                  | Williams - Honda       | Paul Ricard       | Resultats         |
| 1985 | Nelson Piquet                                  | Brabham - BMW          | Paul Ricard       | Resultats         |
| 1984 | Niki Lauda                                     | McLaren - TAG          | Dijon             | Resultats         |
| 1983 | Alain Prost                                    | Renault                | Paul Ricard       | Resultats         |
| 1982 | René Arnoux                                    | Renault                | Paul Ricard       | Resultats         |
| 1981 | Alain Prost                                    | Renault                | Dijon             | Resultats         |
| 1980 | Alan Jones                                     | Williams - Ford        | Paul Ricard       | Resultats         |
| 1979 | Jean-Pierre Jabouille                          | Renault                | Dijon             | Resultats         |
| 1978 | Mario Andretti                                 | Lotus - Ford           | Paul Ricard       | Resultats         |
| 1977 | Mario Andretti                                 | Lotus - Ford           | Dijon             | Resultats         |
| 1976 | James Hunt                                     | McLaren - Ford         | Paul Ricard       | Resultats         |
| 1975 | Niki Lauda                                     | Ferrari                | Paul Ricard       | Resultats         |
| 1974 | Ronnie Peterson                                | Lotus - Ford           | Dijon             | Resultats         |
| 1973 | Ronnie Peterson                                | Lotus - Ford           | Paul Ricard       | Resultats         |
| 1972 | Jackie Stewart                                 | Tyrrell - Ford         | Charade           | Resultats         |
| 1971 | Jackie Stewart                                 | Tyrrell - Ford         | Paul Ricard       | Resultats         |
| 1970 | Jochen Rindt                                   | Lotus - Ford           | Charade           | Resultats         |
| 1969 | Jackie Stewart                                 | Matra - Ford           | Charade           | Resultats         |
| 1968 | Jacky Ickx                                     | Ferrari                | Rouen-Les-Essarts | Resultats         |
| 1967 | Jack Brabham                                   | Brabham - Repco        | Le Mans           | Resultats         |
| 1966 | Jack Brabham                                   | Brabham - Repco        | Reims-Gueux       | Resultats         |
| 1965 | Jim Clark                                      | Lotus - Climax         | Charade           | Resultats         |
| 1964 | Dan Gurney                                     | Brabham - Climax       | Rouen-Les-Essarts | Resultats         |
| 1963 | Jim Clark                                      | Lotus - Climax         | Reims-Gueux       | Resultats         |
| 1962 | Dan Gurney                                     | Porsche                | Rouen-Les-Essarts | Resultats         |
| 1961 | Giancarlo Baghetti                             | Ferrari                | Reims-Gueux       | Resultats         |
| 1960 | Jack Brabham                                   | Cooper - Climax        | Reims-Gueux       | Resultats         |
| 1959 | Tony Brooks                                    | Ferrari                | Reims-Gueux       | Resultats         |
| 1958 | Mike Hawthorn                                  | Ferrari                | Reims-Gueux       | Resultats         |
| 1957 | Juan Manuel Fangio                             | Maserati               | Rouen-Les-Essarts | Resultats         |
| 1956 | Peter Collins                                  | Ferrari                | Reims-Gueux       | Resultats         |
| 1955 | No es va disputar                              | No es va disputar      | No es va disputar | No es va disputar |
| 1954 | Juan Manuel Fangio                             | Mercedes               | Reims-Gueux       | Resultats         |
| 1953 | Mike Hawthorn                                  | Ferrari                | Reims-Gueux       | Resultats         |
| 1952 | Alberto Ascari                                 | Ferrari                | Rouen-Les-Essarts | Resultats         |
| 1951 | Luigi Fagioli · Juan Manuel Fangio (compartit) | Alfa Romeo             | Reims-Gueux       | Resultats         |
| 1950 | Juan Manuel Fangio                             | Alfa Romeo             | Reims-Gueux       | Resultats         |